# Opa Tsupa
Opa Tsupa ist eine Roma-Jazzband aus Frankreich, die im Jahr 2000 gegründet worden ist. Sie löste sich 2015 auf. 
Der Musikstil von Opa Tsupa ist der sogenannte Gipsysoul, Jazzmusik mit traditioneller Musik der Roma. Außerdem sind jiddische Elemente enthalten.

## Bandmitglieder
- Kim Dan Le Oc Mach (Violine)
- Sébastien Girard (Kontrabass)
- Nicolas Mauro (Mandoline, Gitarre, Banjo, Bouzouki, Gesang)
- Anthony Ribo (Gitarre, Banjo, Mandoline)
- Mickaël Talbot (Gitarre, Gesang)
- Yann Saint-Sernin (Gitarre)

## Diskografie
- Opa Tsupa, jazz quintet (EP 2000)
- Trois francs six sous (2002)
- Bastringue (MCP Parthenay 2005)
- Interlude (EP 2014)